# 伊尾木川
伊尾木川（いおきがわ）は、高知県安芸市北部、徳島県境に近い久々山場付近の沢に源を発して南流、土佐湾に注ぐ二級河川。幹線流路延長は42.9km、流域面積は139.62km2である。

## 地理
高知県安芸市北端の別役（べっちゃく）の北東にある駒背山を源流とし、高橋川や横荒川と合流した後、山間部から安芸平野をとおり、伊尾木地区の西から安芸川と並行して土佐湾に流入する。流域のすべてが安芸市に属し、流域の土地利用は山林が約96%、農地が約1%、宅地等の市街地が約1%などとなっている。

## 環境
流域は上・中流域は常緑針葉樹林を中心とした山林、下流部は田園地帯となっている。かつては林業が盛んで、川沿いには森林鉄道の跡が点在している。アユ釣りが盛んな清流としても知られている。
2023年（令和5年）8月、災害復旧のために農業用取水堰の修復工事が行われたものの、スロープの傾斜がきつく魚道の機能が失われ、アユなどの遡上が妨げられていると報じられた。